# Thalaina tetraclada
Thalaina tetraclada là một loài bướm đêm trong họ Geometridae.